# Opisthoxia dora
Opisthoxia dora là một loài bướm đêm trong họ Geometridae.